# بخش تولیما
شهرستان تولیما (به اسپانیایی: Tolima Department) یک سکونتگاه مسکونی در کلمبیا است که در کلمبیا واقع شده‌است.

## خصوصیات
شهرستان تولیما ۲۳٬۵۶۲ کیلومترمربع مساحت و ۱٬۴۰۰٬۲۰۳ نفر جمعیت دارد.